# Stefan Silva
Maximiliano Stefan Silva Rojas (Stoccolma, 11 marzo 1990) è un calciatore svedese di origini cilene, attaccante del Rinkeby United.

## Carriera
Silva è cresciuto nei settori giovanili di Rissne e Brommapojkarna, due squadre dell'hinterland di Stoccolma.
La sua prima squadra senior è stata l'Akropolis, formazione stoccolmese nata negli anni '60 come ritrovo per immigrati greci. Qui Silva è rimasto quattro anni e mezzo, conquistando la promozione in Division 1 al termine della stagione 2010 ma retrocedendo in Division 2 nelle ultime giornate del campionato 2012.
Il 15 luglio 2013 si è trasferito al Sirius della città di Uppsala, dove ha ritrovato il suo vecchio allenatore Kim Bergstrand, già avuto ai tempi del Brommapojkarna. A fine campionato la squadra sale in seconda serie. Al suo primo anno nel campionato di Superettan, Silva è stato il terzo miglior marcatore del torneo, con 15 gol all'attivo. Nella Superettan 2015 le sue marcature sono state 12, risultando comunque il capo cannoniere della squadra. In quell'anno il Sirius è arrivato a giocarsi gli spareggi-promozione contro il Falkenberg, terzultimo in Allsvenskan, ma la regola dei gol segnati in trasferta a fronte di un doppio pareggio ha impedito ai nerazzurri di salire.
Nel 2016, all'età di 26 anni, Silva è arrivato a disputare la Allsvenskan con l'ingaggio biennale a parametro zero da parte del GIF Sundsvall. L'esordio nella massima serie è avvenuto il 3 aprile 2016 alla prima giornata, nell'1-1 esterno alla Friends Arena contro l'AIK. Il suo primo gol in Allsvenskan è arrivato tra le mura amiche quattro giorni dopo, quando ha segnato il temporaneo vantaggio contro il Gefle (1-2 per gli ospiti il finale). Ha giocato tutte e 30 le partite di campionato, chiudendo come miglior marcatore della sua squadra con 7 reti che contribuiscono a raggiungere la salvezza.
Il 9 gennaio 2017 è stato ufficializzato il suo trasferimento a titolo definitivo al Palermo, squadra alla ricerca di una difficile salvezza, con un contratto fino al 30 giugno 2021 e la scelta della maglia numero 9. Il suo debutto in Serie A è avvenuto il 5 febbraio 2017 nel secondo tempo del match vinto 1-0 contro il Crotone. Pochi giorni più tardi ha riportato una lesione al retto femorale che lo ha reso indisponibile per circa un mese e mezzo.
Nelle ultime tre giornate di campionato è stato inserito nella lista dei convocati, ma non è stato utilizzato. Silva non ha trovato spazio neppure in Serie B, escluso dal progetto tecnico del nuovo tecnico rosanero Bruno Tedino che non lo ha mai convocato. Il 15 dicembre 2017 è stata resa nota la rescissione consensuale tra il club siciliano e il giocatore.
Il 9 gennaio 2018 è tornato ufficialmente a far parte di una squadra svedese firmando fino al 2020 con l'AIK, squadra che gioca le proprie partite interne nella periferia nord-occidentale di Stoccolma vicino a cui Silva è cresciuto. Il 22 aprile, contro l'IFK Göteborg, Silva è entrato in campo al 10' minuto al posto dell'infortunato Robert Lundström, poi al 20' ha realizzato con un tiro al volo il suo unico gol stagionale in campionato, mentre al 30' è dovuto uscire per un infortunio all'inguine che lo ha tenuto fuori fino alla pausa estiva. A fine stagione l'AIK ha vinto il campionato, con Silva che ha chiuso l'annata con 6 presenze e una rete.
Ha iniziato all'AIK anche la stagione 2019 nonostante la forte concorrenza nel reparto offensivo, ma proprio a causa del poco spazio a disposizione (10 presenze in un campionato e mezzo) nel luglio 2019 è stato girato in prestito ai turchi del Fatih Karagümrük, neopromossi nella seconda serie nazionale.
Rientrato all'AIK, ha fatto parte della rosa dei campionati 2020 e 2021, durante i quali però è riuscito a totalizzare complessivamente solo 18 presenze, di cui 3 da titolare. Il suo contratto, in scadenza il 31 dicembre 2021, non è stato rinnovato.
Svincolato, nell'aprile 2022 è sceso nella sesta serie nazionale per giocare nel Rinkeby United, squadra con sede nell'omonimo sobborgo della periferia stoccolmese.

## Palmarès

### Club

#### Competizioni nazionali
- Campionato svedese: 1

AIK: 2018
- Division 1: 1

Sirius: 2013